# ناحیه ادن، شهر براون، مینه سوتا
ناحیه ادن (به انگلیسی: Eden Township) یک منطقهٔ مسکونی در ایالات متحده آمریکا است که در شهرستان براون، مینه‌سوتا واقع شده‌است.
 ناحیه ادن ۱۰۷٫۶ کیلومتر مربع مساحت و ۳۲۱ نفر جمعیت دارد و ۳۱۱ متر بالاتر از سطح دریا واقع شده‌است.